# Litice (Plzeň)
Litice jsou bývalá obec na jihu území statutárního města Plzně, nyní rozdělená mezi plzeňská katastrální území Valcha, které je součástí městského obvodu Plzeň 3, a Litice u Plzně, které tvoří samostatný městský obvod Plzeň 6-Litice.

## Charakteristika
Na území obou katastrů existuje vedle vlastních Litic, rozdělených mezi obě katastrální území, také osada Valcha. Součástí katastrálního území Valcha je, mimo stejnojmenné osady, také oddělená severní část vlastních Litic, zahrnující zástavbu ulic Klatovská, V lukách, U Hráze, Přehradní a zahrádkářskou kolonii Výsluní. Na severu území bývalé obce se nachází také vodní nádrž České Údolí.

## Historie
Tradičně převážně německé Litice (německy Lititz) se v letech 1938–1945 staly součástí nacistické Třetí říše v rámci Říšské župy Sudety.
V letech 1964–1970 k obci patřily Šlovice.